# Тыва (приток Одры)
Ты́ва (пол. Tywa, нем. Thue) — река в северо-западной Польше, в Западно-Поморском воеводстве, впадает в рукав Одры, известный как Восточная Одра или Одра-Всходня.
Длина 48 км, площадь бассейна 264,5 км². Средний расход воды — 0,8 м³/с.

## Географическая характеристика
Река начинается на Мыслиборском поозерье на высоте около 70 м у деревни Гуралице в 5 км к востоку от города Тшциньско-Здруй. От истока течёт на запад, протекает через Тшциньско-Здруй, где поворачивает на север. Протекает через большое число озёр, наиболее крупные — Стшешовске (согласно некоторым источникам река вытекает из этого озера), Длуге и Длуге-Баньске. В нижнем течении поворачивает на запад
.
Именованных притоков не имеет. Помимо города Тшциньско-Здруй река протекает целый ряд деревень, крупнейшие из которых Стшешув, Свобнице, Бане, Любаново, Жураве.
Впадает в восточную Одру южнее города Грыфино.